# 事大党
事大党（じだいとう、朝: 사대당、サデダン）は李氏朝鮮末期の保守的な党派に対する、開化派からの呼称。別称守旧派。1882年の壬午事変から日清戦争に至るまで朝鮮の政界を10年間支配した。

## 概要
1882年壬午事変で大院君を退けた閔氏一族を中心に形成され、日本と結んで清からの自主独立と政治の革新を主張する独立党（開化派）に対し、伝統を守って宗主国の清への臣属を主張し政権の維持を図った。閔一族が袁世凱邸に特使を度々派遣、その意見を諮詢したことから、事大党には袁が推薦した閔慶植、閔泳徽、閔泳煥、趙秉式らが属した。1884年の甲申政変の後さらに清に接近し、優勢であったが、日清戦争に清が敗北し、乙未事変が起こるとともに衰え、多くは親露派に変わった。
黄文雄は、「朝鮮が清国の属国であったことは、『万国公法』（国際法）や当時の清と李朝朝鮮の政治・軍事・外交関係の現実に照らし合わせれば明らかな国際常識だった」として、「李朝朝鮮の末期に登場した開化派は、清への事大をやめて独立を獲得しようとしたため、事大派（属国派）に対抗する「独立派」と称されていたことも忘れてはならない」と評している。